# Piranguinho
Piranguinho är en kommun i Brasilien.   Den ligger i delstaten Minas Gerais, i den sydöstra delen av landet, 800 km söder om huvudstaden Brasília. Antalet invånare är 8 016.
Omgivningarna runt Piranguinho är huvudsakligen savann. Runt Piranguinho är det ganska tätbefolkat, med 67 invånare per kvadratkilometer.